# Трговина старог Египта
Трговина старог Египта састојала се од постепених стварања копнених и морских трговинских путева који су повезивали цивилизацију старог Египта са земљама Плодног полумесеца, Арабијом, Подсахарском Африком, и Индијом.

## Преисторијски транспорт и трговина
Епипалеолитски Натуфијанци су преносили партенокарпијске смокве из Африке у југоисточне делове Плодног полумесеца, око 10.000 год. п. н. е. Касније миграције становништва из Плодног полумесеца су преносиле пољопривредне праксе у суседне регионе—на западу према Европи и северној Африци, на северу до Крима, и на истоку до Монголије.
Стари становници Сахаре увезли су домаће животиње из Азије између 6000 и 4000 год. п. н. е. У Набта Плаји су крајем 7. миленијума п. н. е., преисторијски Египћани увозили козе и овце из југозападне Азије.
Страни артефакти који датирају из 5. миленијума п. н. е. пронађени у Бадарској култури у прединастичком Египту указују на контакт са удаљеном Сиријом. У прединастичком Египту, почетком 4. миленијума п. н. е., стари Египћани су у Маади увозили грнчарију као и грађевинарске идеје из Ханана.
До 4. миленијума п. н. е. отпремање робе је било успостављено, а магарац и могуће и једногрба камила су били припитомљени и коришћени за транспорт. Затим је уследило припитомљивање двогрбе камиле и коришћење коња за транспорт. Остаци угља пронађени у гробницама у Нехену, који датирају из I и II периода Накаде, идентификовани су као остаци кедра из Либана. Прединастички Египћани из I периода Накаде су такође увозили опсидијан из Етиопије, који су користили за прављење ножева и других оштрица. Накађани су трговали са Нубијом на југу, оазама западне пустиње на западу, и културама источног Медитерана на истоку.
Грнчарија и други артефакти из Леванта који датирају из периода Накаде пронађени су у старом Египту. Египатски артефакти који датирају из овог периода пронађени су у Ханану и другим регионима Блиског истока, укључујући Тел Брак и Урук као и Сузу у Месопотамији.
У другој половини 4. миленијума п. н. е., почела је трговина драгим каменом лапис лазули из његовог јединог познатог налазишта у старом свету —Бадакшана, који се данас налази у североисточном делу Авганистана —у удаљене земље Месопотамије и Египта. У 3. милениуму п. н. е., трговина лаписом лазулијем је проширена на Харапу, Лотхал и Мохенџо-даро у Цивилизацији долине Инда, на подручју данашњег Пакистана и северозападне Индије. У долини Инда била је развијена једна од првих морских трговина, познато је да су трговали са Сумерима и Акађанима у Месопотамији. Стара лука изграђена у Лотхалу, Индија, око 2400. п. н. е. и то је најстарије познато бродоградилиште и лука.

## Транссахарска рута
Копнени пут од Вади Хамамата на Нилу до Црвеног мора познат је још од прединастичког Египта; пронађени су цртежи египатских чамаца од трске који датирају из периода око 4000. п. н. е. Стари градови у периоду Прве египатске династије настајали су на обалама Нила и Црвеног мора, сведочећи о важном положају руте. Постала је главна рута од Тебе до луке Елим на Црвеном мору, где су путници преко мора настављали пут за Азију, Арабију или Рог Африке. Постоје записи о коришћењу руте за време Сенусрета I, Сетија, Рамзеса IV и такође касније, Римског царства, посебно за транспортовање руде.
Трговачка рута Дарб ел-Арбаин, која је повезивала Харгу на југу са Асјутом на северу, била је коришћена од почетка Старог краљевства за транспорт и трговину златом, слоновачом, зачинима, пшеницом и слично. Касније, антички Римљани су осигурали руту изградњом утврђења и малих предстража.

## Поморска трговина
Бродоградња је била развијена у старом Египту можда и пре 3000. п. н. е. Стари Египћани су знали како да ређају даске у бродски труп, повезивали су их тканим тракама, а папирусом или трском су попуњавали шупљине између дасака. Амерички археолошки институт је објавио да је најстарији откривени брод—75 стопа дугачак, датира из периода око 3000. п. н. е.—вероватно припадао фараону Хор-Аха.
Египатска колонија која се налазила у јужном Ханану датира из периода мало пре dates Прве династије. Нармер је поседовао керамичке предмете произведене у Ханану—који су били обележени његовим именом —и који су извожени у Египат, из подручја као што су Тел Арад, Бесор, Рафа, и Тел Ерани. У 1994. години у ископавањима су откривени керамички остаци посуда са натписом Нармеровог имене на серешком писму, који датирају из периода око 3000. п. н. е. Минеролошка испитивања су открила да су посуде са остацима фрагмента вина пронађене у долини Нила биле увезене из Палестине.
Због климе винова лоза је веома ретко успевала у Египту а вино је скоро немогуће било произвести. Да би добили вино, Египћани су морали да га увозе из Грчке, Феникије и Палестине. Та рана трговинска пријатељства имала су кључну улогу у способност Египта да спроведе трговину и купи робу која је била потребна.
На Камену из Палерма се помињеда је краљ Снефру из Четврте династије слао бродове да увозе висококвалитетан кедар из Либана. На једној слици у пирамиди фараона Сахуре из Пете династије, је приказано како се египћани враћају са великим стаблима кедра. Друге сцене из његовог храма приказују сиријске медведе. На Камену из Палерма су такође описане и експедиције на Синају као и каменоломи диорита у северозападном Абу Симбелу.
Најстарија позната експедиција у земљи Пунта коју је организовао фараон Сахуре, имала је за циљ да увезе велике количине смоле, као и малахита и електрума. Око 1950. п. н. е., за време фараона Ментухотепа III, официр који се звао Хену организовао је једно или више путовања у земљи Пунта. У 15. веку п. н. е., Нехси је организовао чувену експедицију да би се краљициХатшепсут обезбедиле залихе смирне; извештаји о тој експедицији су сачувани на једном рељефу у комплексу загробних храмова краљице Хатшепсут Деир ел Бахри. Неколико њених наследника, укључујући и Тутмоса III, је такође организовало експедиције у земљи Пунта.

## Изградња канала
Легендарни Сесострис (вероватно се мисли на Фараона Сесостриса II или Сесостриса III из Дванаесте египатске династије) започео је ископавање старог "Суецког" канала који је спајао реку Нил са Црвеним морем. О том подухвату су писали Аристотел, Плиније Старији, и Страбон.
У својој Метеорологији, Аристотел је писао:
Један од њихових краљева покушао је да направи канал до мора (јер би им то давало знатну предност, да им цео регион буде плован; речено је да је Сесострис био први од древних краљева да то покуша), али је нашао да је море више од копна. Стога је прво он, и Дарије касније, престао с прављењем канала, да се не би море мешало са речном водом и кварило је.
Страбон је поменуо да је Сесострис почео да гради канал, а Плиније Старији је писао:
165. Затим долази племе принцезе Тиро, и лука Данеои, од које је Сесострис, краљ Египта, намеравао да изгради бродски канал до места где Нил утиче у оно што је познато као делта; то је растојање од преко 60 миља. Касније је Персијски краљ Дарије имао исту идеју, као и након њега Птолемеј II, који је направио ров ширине 100 стопа, 30 стопа дубок и око 35 миља дуг, све до Горких језера.
У другој половини 19. века, француски картографи су открили остатке древних канала који су се пружали у правцу север–југ од источне стране језера Тимсах и ишли до близине деверне обале Великог горког језера. Утврђено је да се ради о каналу који је изграђен под надзором персијског краља Дарија I, пошто је његова стела којом се обележава изградња пронађена у близини канала. У 20. веку северна екстензија тог древног канала је откривена, која се пружала од језера Тимсах до језера Балах. Овај секција канала је датирана на еру Средњег краљевства путем екстраполације датума древних градова дуж његовог курса.
Абасидски калифат Ел Мансур је наредио да се канал затвори како би се спречило снабдевање арапских противника.